# Robotkriget
Robotkriget (italienska: L'umanoide, internationellt lanserad som The Humanoid) är en italiensk engelskspråkig science fictionfilm från 1979 regisserad av Aldo Lado (under namnet George B. Lewis). I rollerna syns bland annat Richard Kiel, Corinne Cléry och Barbara Bach.
Filmen har flera likheter med Stjärnornas krig (1977) som kom två år tidigare, bland annat rullande textremsor samt att filmens huvudantagonist både har en utstyrsel och ett rymdskepp som påminner om Darth Vaders. Regissören Aldo Lados alias 'George B. Lewis' kan även det ses som en hyllning till skaparen av Stjärnornas krig, George Lucas.
Filmen hade svensk premiär 29 november 1979.

## Handling
På Metropolis, som för länge sedan var känt som Jorden, utkämpas ett bittert krig mot den onde Lord Graal (Ivan Rassimov). Lord Graal har flytt från fängelsesatelliten dit hans bror Store Broder (Massimo Serato), härskare över den fredliga galaktiska demokratin, har förvisat honom. Med hjälp av en galen vetenskapsman vid namn Dr. Kraspin (Arthur Kennedy) har Lord Graal planer på att förvandla Metropolis befolkning till människoliknande, oförstörbara robotar i form av humanoider, och därmed lägga under sig hela galaxen. Golob (Richard Kiel), en av Metropolis koloniinspektörer, tillfångatas av Dr. Kraspin och Lord Graal och förvandlas av dem till en humanoid. Golob sänds därefter mot Metropolis för att döda Store Broder, men planerna går om intet då en ung kvinnlig forskare vid namn Barbara Gibson (Corinne Cléry) med hjälp av en av sina elever, Tom-Tom (Marco Yeh), lyckas häva förvandlingen. Med Golobs hjälp lyckas Store Broder och Metropolis folk sedan tillintetgöra Lord Graal och Dr. Kraspin och säkra freden.

## Rollista i urval
| Richard Kiel   | – Golob          |
| Corinne Cléry  | – Barbara Gibson |
| Barbara Bach   | – Lady Agatha    |
| Leonard Mann   | – Nick           |
| Arthur Kennedy | – Dr. Kraspin    |
| Ivan Rassimov  | – Lord Graal     |
| Marco Yeh      | – Tom-Tom        |
| Massimo Serato | – Store Broder   |

## Omdöme
På filmsajten IMDb.com har Robotkriget ett medelpoängtal på 3,8 stjärnor av 10 möjliga efter 681 användarröster (19 maj 2018).

## Musik
Musiken till filmen (utgiven av RCA Records) komponerades av den italienske filmmusikskompositören Ennio Morricone som tidigare hade gjort musiken till flera spaghettivästernfilmer som bland annat För en handfull dollar (1964) och Den gode, den onde, den fule (1966). Musiken till Robotkriget är en blandning av klassiska och elektroniska musikaliska element.

### Låtlista
Alla låtar är skrivna och komponerade av Ennio Morricone. 
| Nr | Titel                                          | Längd |
| -- | ---------------------------------------------- | ----- |
| 1. | Un Uomo Nello Spazio                           | 5:45  |
| 2. | Estasi Stellare                                | 5:03  |
| 3. | Infanzia Evoluzione E Ritorno                  | 6:36  |
| 4. | Informale Primo                                | 0:58  |
| 5. | Trasmissione Difettosa Rotazione E Rivoluzione | 6:25  |
| 6. | Incontri A Sei                                 | 4:18  |
| 7. | Robodog                                        | 1:38  |
| 8. | Informale Secondo                              | 5:14  |